# Aphelops
L'afelope (gen. Aphelops) è un mammifero perissodattilo estinto, appartenente ai rinoceronti. Visse tra il Miocene inferiore e il Pliocene inferiore (circa 19 - 5 milioni di anni fa) e i suoi resti fossili sono stati ritrovati in Nordamerica.

## Descrizione
Contrariamente ai rinoceronti attuali, Aphelops possedeva un corpo relativamente snello e arti piuttosto slanciati. Il cranio aveva un profilo arcuato ed era presente un notevole spazio (diastema) tra gli incisivi inferiori (ricurvi verso l'alto) e i premolari inferiori. Come molte altre forme simili (gli acerateriini) Aphelops era sprovvisto di incisivi superiori. Le dimensioni di questo animale erano piuttosto grandi, e poteva superare le tre tonnellate di peso.

## Classificazione
Il genere Aphelops è stato istituito da Edward Drinker Cope nel 1874 per comprendere una specie di rinoceronte descritta l'anno precedente ma che chiaramente non apparteneva ad alcun genere noto fino allora. Questo animale fa parte degli acerateriini, un gruppo di rinoceronti dotati generalmente di lunghe zampe e di forti incisivi inferiori, diffusi soprattutto in Eurasia. Aphelops è il più noto di questi animali nel continente americano, e i suoi fossili si rinvengono numerosi in gran parte degli Stati Uniti. La specie più antica, A. megalodus, apparve verso la fine del Miocene inferiore, probabilmente derivata da un antenato asiatico, e prosperò per quasi tutto il Miocene; due specie successive (A. malacorhinus e A. mutilus) svilupparono una dentatura maggiormente ipsodonte (ovvero con denti a corona alta) e aumentarono le dimensioni, specializzandosi altresì nelle ossa nasali, decisamente arretrate. Il genere si estinse nel Pliocene inferiore. 

## Paleoecologia

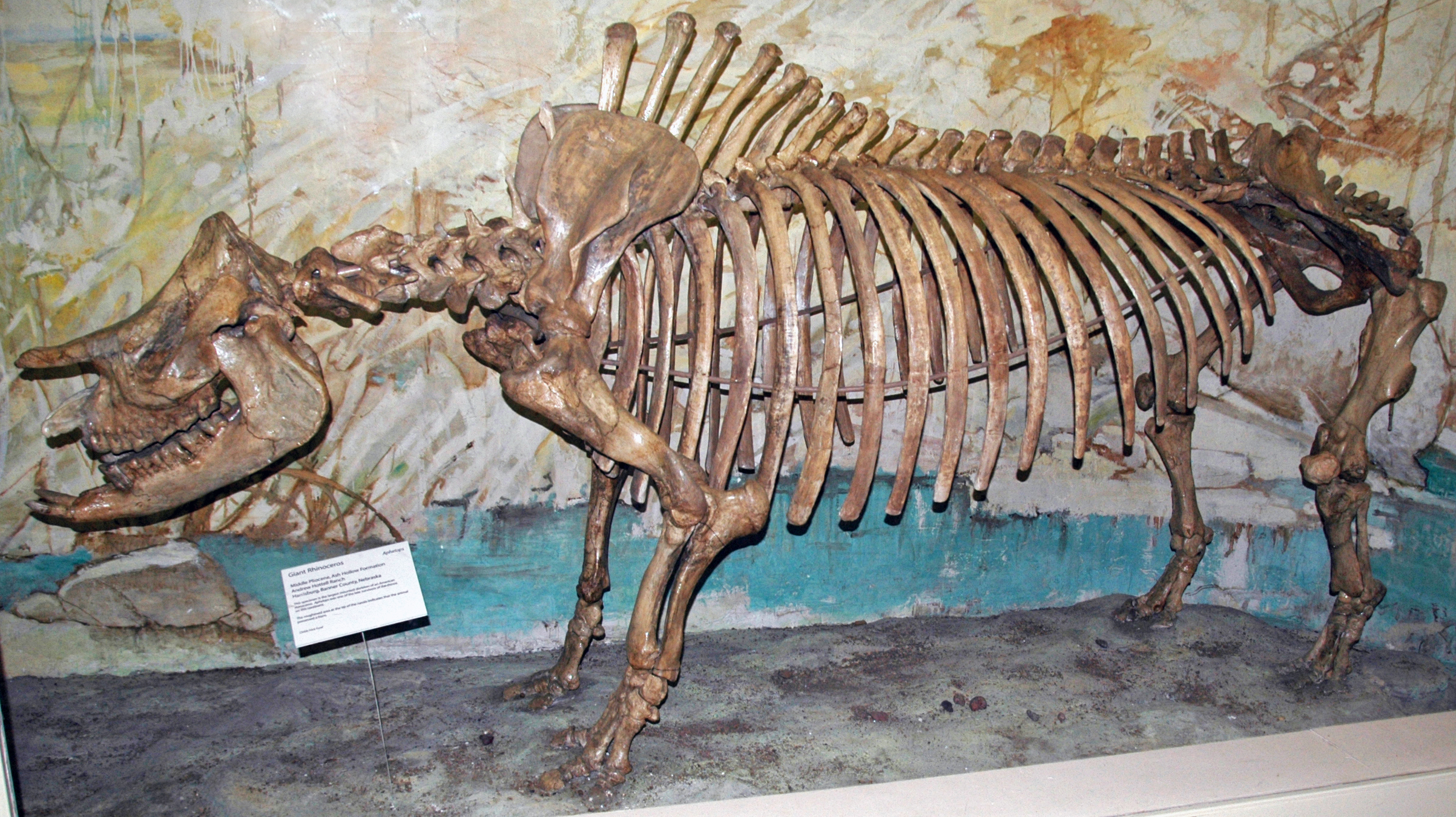
Scheletro di Aphelops

Aphelops era un rinoceronte dalle lunghe zampe che si diffuse velocemente in gran parte del Nordamerica, percorrendo le praterie che andavano formandosi nel corso del Miocene. I suoi resti sono particolarmente numerosi nel Miocene superiore in Texas e in Kansas; era probabilmente un brucatore di fogliame, anche se le ultime specie dovevano cibarsi anche di erbe. I suoi resti fossili si trovano spesso insieme a quelli di Teleoceras, un rinoceronte dalle zampe corte. I resti fossili di Teleoeras sono piuttosto numerosi per tutto il Miocene, al contrario di quelli di Aphelops (piuttosto rari); la tendenza si inverte verso la fine del periodo, quando Aphelops raggiunse la sua acme.

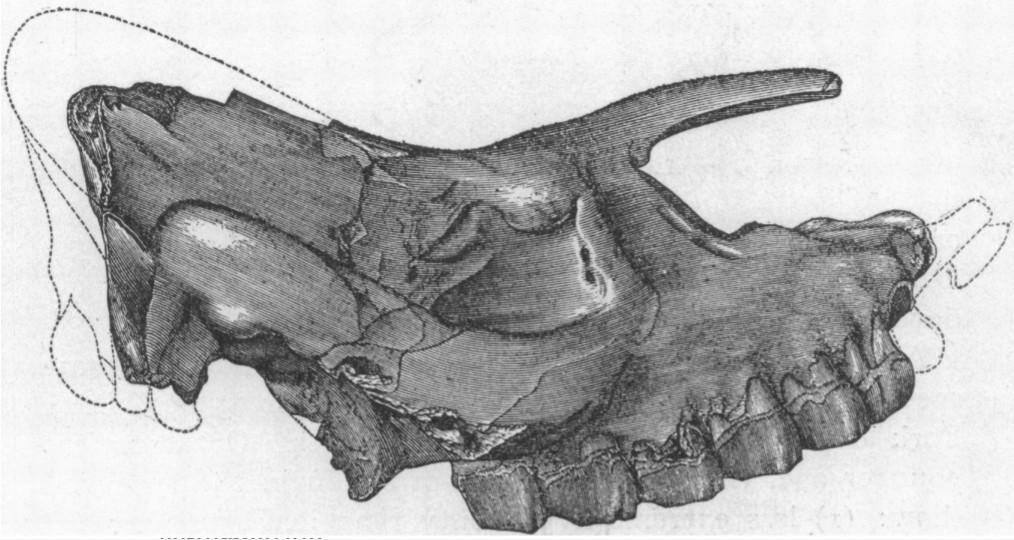
Cranio di Aphelops malacorhinus